# العبودية في القانون الدولي

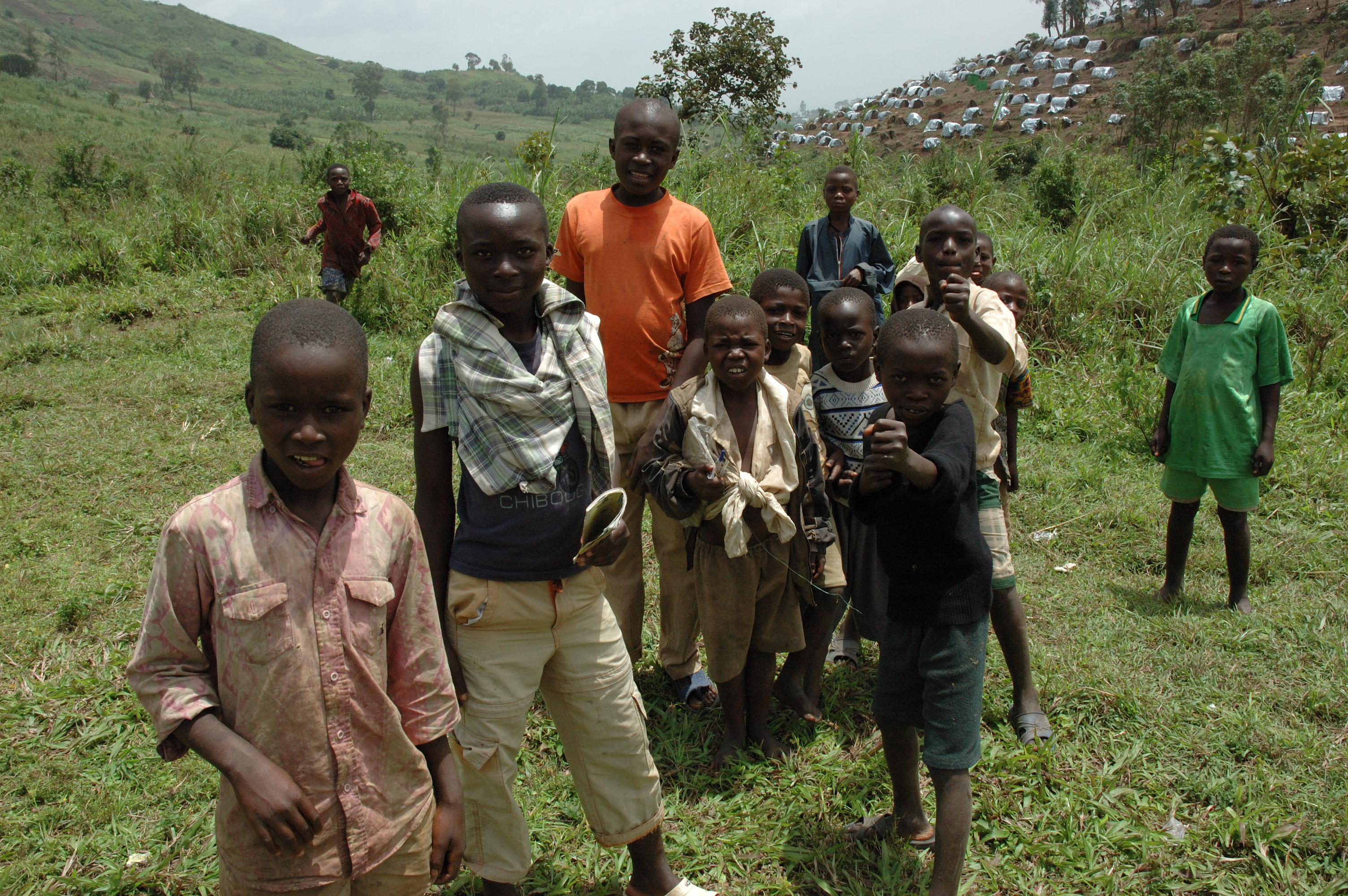
أطفال مخيم نيانزالي للنازحين

تخضع العبودية في القانون الدولي لعدد من المعاهدات والاتفاقيات والإعلانات. وفي المقام الأول من بين هذه القضايا الإعلان العالمي لحقوق الإنسان (عام 1948) الذي ينص في المادة الرابعة على أنه «لا يجوز استرقاق أو استعباد أحد، فلا بد من القضاء على العبودية بكافة أشكاله».

## سبل الحماية التي يقدمها القانون الدولي
تكرر الاتفاقية الخاصة بالعبودية بند الحماية من العبودية أو الاسترقاق. وهذا يتأثر بالبروتوكول الاختياري لإبطال العبودية والعهد الدولي الخاص بالحقوق المدنية والسياسية. ويعتبر العهد الدولي الخاص بالحقوق المدنية والسياسية الذي تحكمه لجنة حقوق الإنسان مسؤولًا عن رصد وضع العبودية الحالي على الصعيد الدولي.

## إبطال العبودية تاريخيًا
ترجع جذور إبطال الاسترقاق في قانون إلغاء العبودية في بريطانيا العظمى لعام 1807. ويرى العديد من الأكاديميين في الميدان أن هذا هو بداية نهاية الشكل التقليدي للرق: أي العبودية. سيطرت بريطانيا في القرن التاسع عشر على معظم العالم من خلال مستعمراتها. ونتيجة لذلك، ألغى البرلمان البريطاني العبودية في الغالبية العظمى من مستعمراته عند إقرار هذا القانون لإلغاء العبودية.
عُثر على حالات التحرر من العبودية قبل القرن التاسع عشر تحت عبارة (التحرر من القمع والطغيان). وبما أن العبودية هو شرط خضوع شخص لشخص آخر بشكل كامل وتام، وكثيرًا ما يكون ذلك من خلال ممارسة القوة أو السلطة من جانب المالك على الشخص الخاضع، فإن عبارة (التحرر من القمع والطغيان) تشمل بدقة الحق في التحرر من العبودية.
إن إعلان استقلال الولايات المتحدة، والإعلان الفرنسي لحقوق الإنسان والمواطن، والميثاق الإفريقي لحقوق الإنسان، ودستور جنوب أفريقيا، كلها تقدم فكرة مفادها أن البشر ينبغي أن يكونوا متحررين من الطغيان والقمع. ورغم استمرار العبودية في بعض البلدان بعد كتابة هذه الوثائق (أو على وجه التحديد في الولايات المتحدة، حيث استمر العبودية حتى اعتماد التعديل الثالث عشر في عام 1865) فإن القاعدة الأساسية لهذا الحق قائمة. ومن خلال الممارسة العرفية وإلغاء العبودية، اعتمد المجتمع الدولي على أن حق كل شخص في أن يكون حرًا من العبودية.

## الاتفاقية الخاصة بالعبودية
قد جاء أول تحرك واسع النطاق لإبطال العبودية من جانب المجتمع الدولي في عام 1926 بالاتفاقية الخاصة بالعبودية، ومرة أخرى في عام 1957 عندما أصبحت الاتفاقية التكميلية لإبطال العبودية في السلطة. تنص الاتفاقية الخاصة بالعبودية لعام 1926 على التعريف الدولي الأول للرق على أن:
«العبودية هو حالة أو وضع أي شخص تمارس عليه السلطات الناجمة عن حق الملكية، كلها أو بعضها... [و] تشمل جميع الأفعال التي ينطوي عليها أسر شخص ما أو احتجازه أو التخلي عنه للغير بقصد تحويله إلى رقيق، والأفعال التي تنطوي على حيازة رقيق بهدف بيعه أو مبادلته، وجميع أفعال التخلي عن العبودية يق الذي حصلوا عليه ببيعه أو تبادله وبشكل عام كل عمل تجاري أو نقل للعبيد».
وعلى الرغم من أن هذه الوثيقة تقدم تعريفًا محددًا للرق، فإن تعريفها محدود في أنواع العبودية التي تضمنها. بل هو وصف للعبودية، والتي تُفهم بشكل عام على أنها استرقاق للمزارع في الولايات المتحدة في القرنين الثامن عشر والتاسع عشر، مع أن العبودية كانت أوسع انتشارًا بكثير ولم تكن مقتصرة على بلد واحد فقط. ولهذا السبب وُقع على الاتفاقية التكميلية للرق لعام 1956.
فهي تعطي تعريفًا أشمل للرق يتضمن عبودية الدَّين (العمل بالسخرة) أو الاسترقاق أو أي ممارسة كعندما تكون المرأة موعدةً أو مقدمة للزواج مقابل مبلغ من المال وبدون الحق في رفض هذا الزواج، ويحق لزوج المرأة في هذه الحالة أن ينقلها إلى شخص آخر وتكون المرأة عرضة للتوريث من قبل شخص آخر عند وفاة زوجها أو أي ممارسة يستغل فيها طفل دون سن الثامنة عشرة في عمله/ها. وقد بدأ نفاذ الاتفاقية التكميلية للرق لعام 1956 في 30 أبريل من عام 1957 وبلغ عدد الدول المشاركة في الاتفاقية 97 دولة بحلول عام 2002.
إن الاتفاقية الخاصة بالعبودية ووثيقتها التكميلية مفيدتان في توفير تعريف دولي للرق؛ غير أنه لا يوجد أي إنفاذ هام لهذه الوثائق. وكل منهما عبارة عن إعلانات صادرة عن تعاون المجتمع الدولي، واتفاقيات لتعدل الدول الموقعة قوانينها الوطنية وفقًا للاتفاقية بمساعدة الأمم المتحدة إذا لزم الأمر غير أنه لا توجد نتائج مبينة في أي من الوثيقتين توفر حافزًا للموقعين على الامتثال للاتفاقية.

## لجنة حقوق الإنسان
يحكم لجنة حقوق الإنسان العهد الدولي الخاص بالحقوق المدنية والسياسية، الذي دخل حيز النفاذ في 23 مارس عام 1976. وتنص المادة رقم 8 من هذا العهد على ما يلي:
«لا يجوز استرقاق أحد؛ ويحظر العبودية وتجارة العبودية بجميع أشكالهما. ولا يجوز استعباد أحد. ولا يجوز مطالبة أحد بأداء سخرة أو عمل إلزامي». ويوجز العهد الدولي الخاص بالحقوق المدنية والسياسية، في الجزء الرابع، التزامات الدول بتعزيز حرية العبودية.»
ويتعين على جميع الدول أن تقدم تقارير منتظمة إلى اللجنة عن كيفية تنفيذ حقوق العهد. وينبغي أن يكون التقرير الأولي للدولة خلال عام واحد من الانضمام إلى العهد، وبعد ذلك، كلما طلبت اللجنة تقريرًا (عادة كل أربع سنوات). وبالإضافة إلى تقديم التقارير، تتيح المادة 41 من العهد للجنة النظر في الشكاوى المشتركة بين الدول، وعلاوة على ذلك فإن البروتوكول الاختياري الأول للعهد يمنح اللجنة القدرة على التحقيق في الشكاوى الفردية المتعلقة بانتهاكات العهد من جانب الدول الأطراف.

### عمليات مراقبة العبودية

#### في مالي
وقد علقت لجنة حقوق الإنسان منذ بدء نفاذها على ظروف العبودية في العديد من البلدان وقدمت لهذه البلدان توصيات بشأن كيفية المضي في إبطال العبودية. ففي مالي، لاحظت اللجنة أن الدولة الطرف لم تتخذ إجراءات واضحة ردًا على التقارير التي تفيد بوجود حالات من الاسترقاق والاستعباد المتوارث في البلاد.
وفي اعترافها بذلك، أوصت اللجنة الدولة بإجراء بحوث لتحديد ما إذا كانت ظروف العبودية هذه لا تزال قائمة، وما إذا كان ينبغي لها أن تتخذ إجراءات. ولاحظت اللجنة أيضًا شواغل تتعلق بالاتجار بالأطفال في كوت ديفوار، حيث يتعرض الأطفال بعد ذلك إلى السخرة والعبودية. وردًا على هذه الظاهرة أوصت اللجنة بأن تتخذ الحكومة المالية إجراءات لمحاكمة القائمين بهذا الاتجار والبحث عن تفاصيل أكثر دقة بشأن هذا الوضع من أجل تحليل اللجنة.

#### صربيا جزئيًا في إطار بعثة الأمم المتحدة للإدارة المؤقتة في كوسوفو
لاحظت اللجنة في كوسوفو في صربيا حالات اتجار بالبشر ولا سيما النساء والأطفال، في إطار الإدارة المحلية لألبان كوسوفو وبعثة الأمم المتحدة للإدارة المؤقتة في كوسوفو، والتقارير المقابلة التي تفيد بأن مرتكبي هذه الأعمال يفلتون من العقاب. وأوصت اللجنة بأن تكفل بعثة الإدارة المؤقتة في كوسوفو بالتعاون مع المؤسسات المؤقتة للحكم الذاتي لإجراء تحقيق كاف في هذه الجرائم، وأن تتاح للضحايا إمكانية الاستعانة بمحامين ورعاية صحية وأشكال أخرى من المساعدة.

#### النرويج
رصدت لجنة حقوق الإنسان الإتجار في النرويج. وتعترف اللجنة هنا بأن النرويج قد اعتمدت التدابير الإيجابية السابقة التي سبق اقتراحها؛ غير أنها تلاحظ أنه لا تزال هناك تقارير عن الإتجار بالبشر ولا سيما النساء وتشويه الأعضاء التناسلية للإناث. وتوصي اللجنة باتخاذ مزيد من التدابير للقضاء على الممارسات، فضلًا عن التدابير الرامية إلى حماية الضحايا والشهود.

## العبودية الحديثة التي تندرج في إطار القانون الدولي

### عبودية الدين
إن عبودية الدين هي أكثر أشكال العبودية شيوعًا اليوم. وهو شرط إذ «يتعهد فيه شخص ما بتقديم نفسه ضد قرض من المال، ولكن طول الخدمة وطبيعتها غير معرَفين، ولا يقلل العمل من الدين الأصلي». وأُدرجت عبودية الدين وتعرّف على أنه شكل من أشكال العبودية بموجب الاتفاقية التكميلية للرق لعام 1956. ومع ذلك، فإن أشكاله الحديثة العديدة لا تزال تشمل الرهن وتسخير العامل للوفاء بدين وديون العمال.
وقد كانت عبودية الدين في الهند غير قانونية منذ عام 1976؛ ولكن بسبب انتشار الفقر في البلاد، فإنه ما يزال قائمًا، إذ إن الرجل قد يحتاج إلى قرض لتمويل عرس أو جنازة أو دواء أو أسمدة أو غرامة. ولأن أسعار الفائدة على هذه الديون مرتفعة للغاية، فإن الديون كثيرًا ما تكون موروثة وقد يحل الأطفال محل آبائهم أو أشقائهم. ومن الممكن أيضًا أن يتكبد عبودية الدين صناعات بعينها مثل (المحاجر وصناعة السجاد والزراعة ومصائد الأسماك) إذ تقع تكاليف المعدات والإمدادات على العامل الذي يحتاج إلى قرض لتغطية تكاليفه.

### البغاء القسري
يعتبر البغاء القسري والعبودية الجنسي من المظاهر المعاصرة لهذه الجريمة التاريخية، ويمكن إيجادها في أي مكان في العالم. وكثيرًا ما تتورط المرأة بالخداع أو الإكراه مع الوعد بحياة أفضل وتظل محجوزة بالقوة أو بعبودية الدين. ويمكن اعتبار الزواج القسري شكلًا من أشكال العبودية، لا سيما عندما لا يكون للمرأة حق أو فرصة لرفض الزواج. وهذا الشكل من أشكال الزواج قد ينجم أيضًا عن اختطاف الفتيات من أجل بيعهن كعرائس، وهي ظاهرة واسعة الانتشار في الصين. بمجرد أن تتزوج وتغتصب، فغالبًا ما تُبقى الفتيات تحت الحجز حتى ينجبن، وفي هذا الوقت سيكون احتمال خروجهن أقل عرضة لأنهن لا يرغبن في التخلي عن أطفالهن.

### استرقاق الأطفال
يعتبر استرقاق الأطفال شكلًا معاصرًا من أشكال العبودية، وعلى الرغم من أن هذه المناقشة تأتي في إطار مناقشة ما يشكل استرقاق الأطفال. ولكن استغلال الأطفال في البغاء يعتبر على نطاق واسع شكلًا من أشكال العبودية إذ «يباع الأطفال والذين أغلبهم من جنوب شرق آسيا وجنوب آسيا وأميركا اللاتينية من قِبَل آبائهم إما لأنهم معدمون أو لأنهم أنجبوا أطفالًا كثيرون إلى الحد الذي لا يسمح لهم بتغذيتهم أو لأنهم جشعون ببساطة». ومن ناحية أخرى، ففي بعض حالات استغلال الأطفال في البغاء، عندما يعطي الآباء أطفالهم للمتاجرين، ينخدعون للاعتقاد بأن أطفالهم سيحصلون على أموال جيدة أو يتلقون تعليمًا أو يتعلمون تجارةً.

### العمل القسري (السخرة)
يمكن أيضًا أن تفرض الحكومات العمل القسري بأن «تجند رعاياها وتعوضهم بأقل أجر ممكن مقابل العمل أو بلا أجر ولفترات زمنية متفاوتة». وعندما تفرض الحكومات العمل القسري لا يشمل التجنيد العسكري أو العمل الجزائي. وعلى نحو مماثل، يمكن استخدام العمل القسري ببساطة لخفض تكاليف الإنتاج من قِبَل الصناعات الخاصة والعامة (مثل مزارع الكاكاو)، أو قد تكون شكلًا من أشكال العبودية غير الطوعي في القطاع الخاص (كالمصانع الاستغلالية). وتشير البالات إلى هذا النوع من العبودية كعقود العبودية، إذ «تقدم العقود لضمان العمالة وقد يكون العمل في ورشة أو مصنع، ولكن عندما ينقل العمال إلى مكان عملهم فإنهم يكتشفون أنهم بدلًا من ذلك أخذوا لاسترقاقهم، فإن هذا يشكل وسيلة لجعل العبودية يبدو مشروعًا وضروريًا».